# Emily Dickinson
Emily Dickinson (Amherst, Massachusetts, 1830. december 10. – Amherst, 1886. május 15.) amerikai költőnő.
Magábafordulóan és a környezetétől elzárkózottan élt. A legújabb adatok szerint összesen 1789 verset írt, ezek közül azonban csak néhány (kb. 7-10) jelent meg életében, azok is névtelenül, vagy tudta nélkül.

## Élete
Emily Elizabeth Dickinson néven született Amherst (Massachusetts) városában, ahol életének nagy részét töltötte. Édesapja, Edward Dickinson (1803–1879), massachusettsi politikus, édesanyja, Emily Norcross Dickinson (1804–1882) csendes asszony volt, aki folyamatosan betegeskedett.
Bátyja William Austin Dickinson (1829–1895) volt, aki 1856-ban feleségül vette Emily legközelebbi barátnőjét, Susan Gilbertet, és a szülői ház tőszomszédságában telepedtek le. Húga, Lavinia Norcross Dickinson (1833–1899), akit a családban csak Vinnie-ként emlegettek, nővére halála után sokat tett verseinek megjelentetéséért.
1840-ben Emilyt beíratták a közeli Amherst Academybe, a korábbi fiúiskolába, amit csak két évvel azelőtt nyitották meg a lányok számára, hogy Emily bekerült. Az iskolában angolt, klasszikus irodalmat, latint tanult, mindemellett olyan tárgyakat is tanítottak, mint vallás, történelem, matematika, földrajz.
17 éves korában beiratkozott a Mary Lyon Mount Holyoke Female Seminarybe, de egy év múlva a bátyja, Austin hazahozta és ezután nem tért többet vissza. Több elképzelés van, miért hagyhatta ott az iskolát. Az egyik elképzelés szerint honvágya volt, a másik szerint nem akarta életét a hitnek és Jézusnak szentelni. Ezután csak rövid látogatásokra hagyta el otthonát, hogy rokonokat látogasson meg Bostonban, Cambridge-ben és Connecticutban.
Dickinson 1886. május 15-én halt meg vesegyulladás következtében.

## Művei
- Franklin, R. W. (ed). 1999. The Poems of Emily Dickinson. Reading Edition. Cambridge, Massachusetts: Belknap Press. ISBN 0-674-67624-6 (olvasói kiadás)
- Franklin, R. W. (ed). 1998. The Poems of Emily Dickinson. Variorum Edition. Cambridge, Massachusetts: Belknap Press. ISBN 0-674-67622-X (három kötetes kritikai kiadás)
- Hollander, John (ed). 1993. American Poetry: The Nineteenth Century, Vol. 2: Herman Melville to Stickney; American Indian Poetry; Folk Songs and Spirituals, New York: The Library of America, 1993. ISBN 0-940450-78-X (válogatás)

## Magyarul
- Emily Dickinson válogatott írásai. Károlyi Amy fordításai és tanulmányai; Magvető, Bp., 1978
- Emily Dickinson válogatott írásai. Károlyi Amy fordításai és tanulmányai; 2. bőv. kiad.; Magvető, Bp., 1981
- Emily Dickinson versei; vál., szerk. Ferencz Győző, ford. Beney Zsuzsa et al., utószó Tábor Eszter; Európa, Bp., 1989 (Lyra Mundi) ISBN 963-07-4930-0